# Bingerville
Cet article possède un paronyme, voir Binger.
Bingerville  est une commune de la Côte d'Ivoire située au bord de la lagune Ébrié. Elle fait partie de l'agglomération d'Abidjan. Le maire de ladite commune est Issouf Doumbia, réélu le 2 septembre 2023 pour son deuxième mandat.  
Bourgade de marché, elle devint capitale de la colonie française entre 1900 et 1934, avant de laisser la place à Abidjan. Elle doit son nom au gouverneur français Louis-Gustave Binger.  
On y trouve l'école des arts appliqués, souvent désignée sous le nom d'École de sculpture Combes, du nom du sculpteur français qui s'y était installé dans les années 1950. Le musée Combes abrite d'anciennes sculptures de grande taille.
Bingerville abrite aussi un immense jardin botanique.
C'est dans cette ville que se situe le Centre des métiers de l'électricité qui est une école inter-africaine.
Bingerville est l'un des deux principaux sites ouest-africains, avec Iwo Eleru dans le Sud du Nigéria, prouvant avec certitude une occupation par l'homme contemporain de l'Ogolien (il y a entre 25 000 et 13 000 ans).
Administrativement, c'est une sous-préfecture incluse depuis 2001 dans le département d'Abidjan.

## Démographie
| 1975   | 1988   | 2010   | 2014   | 2021    |
| ------ | ------ | ------ | ------ | ------- |
| 12 527 | 28 741 | 59 690 | 91 319 | 204 656 |

## Infrastructures
- Centre technique national

## Éducation

### Enseignement supérieur
Public
- Université de Cocody-campus de Bingerville
- École nationale supérieure agronomique

### Enseignement professionnel
Public
- Centre des métiers de l'électricité
- ERA-SUD (École régionale d'agriculture Sud)

### Enseignement secondaire
Lycée public
- Lycée moderne et classique de garçons
- Lycée moderne de jeunes filles Mamie Houphouët Fêtai

Lycée privé
- Lycée moderne le Conquérant
- Lycée moderne Saint-Cyrille

Collège public
- Collège moderne

### Enseignement militaire polyvalent
- École militaire préparatoire technique (EMPT de Bingerville)

## Santé
Bingerville accueille un lieu destiné à l'hébergement des lépreux, nombreux en Côte d'Ivoire, le village Marchoux.
Un hôpital général est fondé au XXe siècle.
Bingerville dispose d'une clinique privée appelée hôpital Mère-Enfant, d'un hôpital général, d'un centre de santé infantile et d'un centre de santé urbain de Gbagba.

## Administration
La commune de Bingerville appartient au District Autonome d'Abidjan.  
| Date d'élection | Identité       | Parti    | Qualité         | Statut |
| --------------- | -------------- | -------- | --------------- | ------ |
| 1960            |                | PDCI-RDA | Homme politique | élu    |
| 1980            |                | PDCI-RDA | Homme politique | élu    |
| 1985            | Ahin Étienne   | PDCI-RDA | Homme politique | élu    |
| 1990            | Jeanne Batlo   | PDCI-RDA | Femme politique | élu    |
| 1995            | Jeanne Batlo   | PDCI-RDA | Femme politique | élu    |
| 2001            | Beugré Djoman  | PDCI-RDA | Homme politique | élu    |
| 2013            | Beugré Djoman  | PDCI-RDA | Homme politique | élu    |
| 2018            | Issouf Doumbia | RHDP     | Homme politique | élu    |

## Cultes
- Paroisse catholique Saint-Augustin[8];
- Église harriste de Bingerville ;
- Église méthodiste unie Bethesda de Bingerville.

## Langue
La langue officielle en Côte d'Ivoire est le français mais la langue vernaculaire de la région est l'Ebrié.
De plus, le français parlé dans la région, comme à Abidjan, est communément appelé le français populaire ivoirien ou français de Moussa qui se distingue du français standard par la prononciation, qui le rend quasi inintelligible pour un francophone non ivoirien. Une autre forme de français parlé est le nouchi, un argot parlé surtout par les jeunes et qui est aussi la langue dans laquelle sont écrits deux magazines satiriques, Gbich! et Y a fohi.
Le département de Bingerville accueillant de nombreux Ivoiriens issus de toutes les régions du pays, toutes les langues vernaculaires du pays, environ une soixantaine, y sont pratiquées.

## Sport
La ville dispose d'un club de football, l'Entente sportive de Bingerville, qui évolue en ligue 1 LONACI, et qui dispute ses matchs sur le terrain du stade municipal.
Comme dans la plupart des villes du pays, il est organisé, de façon informelle, des tournois de football à 7 joueurs qui, très populaires en Côte d'Ivoire, sont dénommés Maracanas.

## Personnalités liées à la ville
- Vanessa Koutouan, directrice du centre rural d'Ilomba.
- Didi B, artiste-rappeur
- Lil Jay Bingerak, artiste